# Tony Marshall
Tony Marshall (3 de fevereiro de 1938 – 16 de fevereiro de 2023) foi um cantor alemão de schlager e de ópera.

## Infância e educação
Nasceu em Baden-Baden como Herbert Anton Bloeth (nome que posteriormente mudou para Herbert Anton Hilger), Marshall formou-se como cantor de ópera em Karlsruhe, graduando-se em 1965.

## Carreira
No entanto, ao invés de embarcar em uma carreira na ópera, em 1971, ele teve seu primeiro single de sucesso, "Schöne Maid" (um ano depois também lançado em uma versão em inglês, "Pretty Maid"). "Pretty Maid" alcançou a posição 16 na Austrália em 1971.
Com o título Der Star, atípico para Marshall, ele venceu a decisão preliminar alemã para o Festival Eurovisão da Canção em 1976; A canção foi desclassificada pouco depois porque o cantor israelense Nizza Thobi a havia cantado publicamente anteriormente, o que violava as regras da competição.

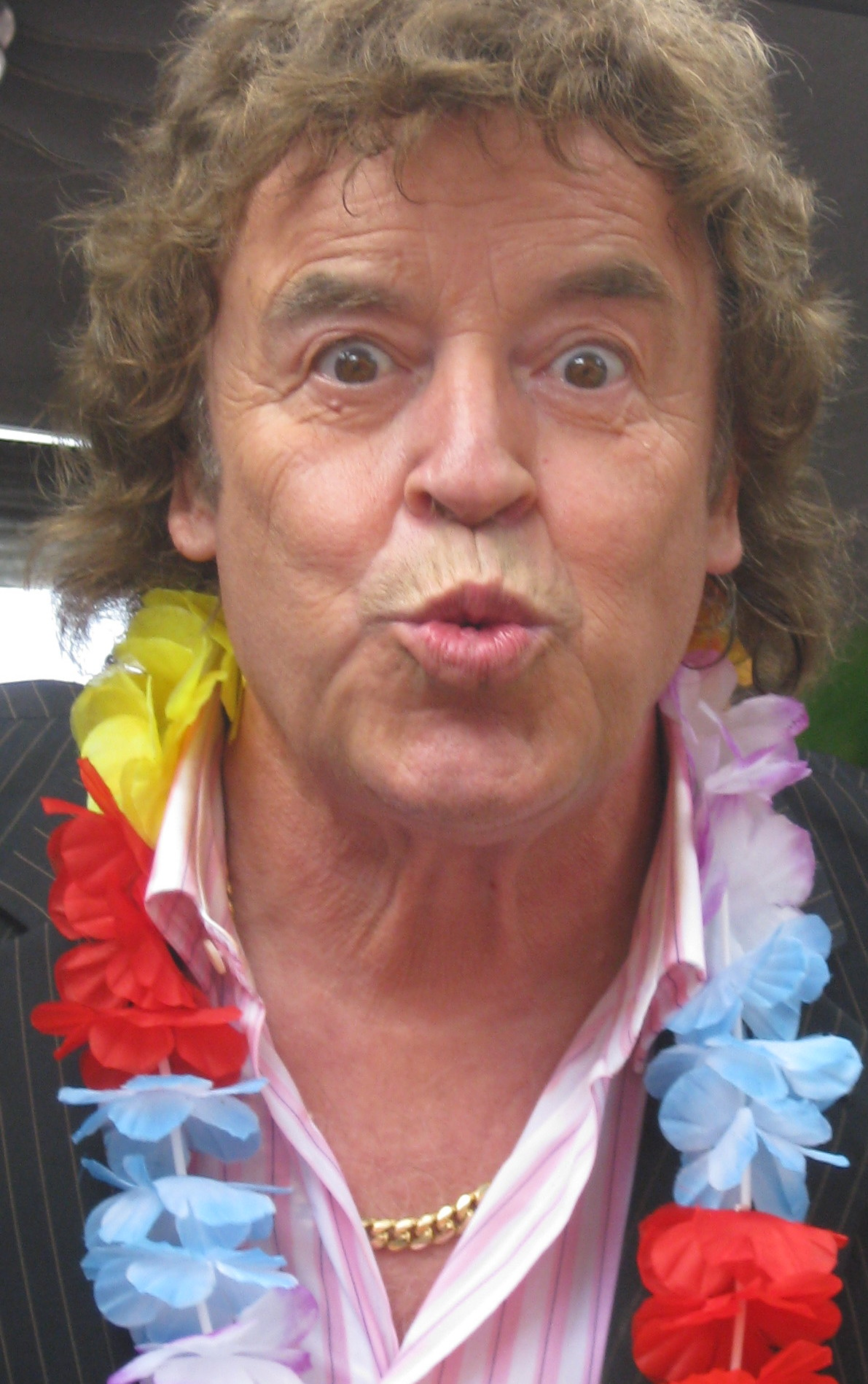
Tony em 2009.

## Morte
Marshall morreu em 16 de fevereiro de 2023, aos 85 anos.

## Discografia
Álbuns
- 1972 - Schöne Maid
- 1972 - Ich fang’ für euch den Sonnenschein
- 1973 - Die größten Polka Hits mit Tony Marshall und seinen lustigen Musikanten
- 1974 - Junge, die Welt ist schön
- 1976: Das Leben ist so wunderbar
- 1976 - Ja, so ist der Tony
- 1978 - Bora Bora
- 1979 - Ich klau dir eine Straßenbahn
- 1981 - Mach dir das Leben doch schön
- 1982 - Ach, laß mich doch in deinem Wald der Oberförster sein
- 1994 - So bin ich
- 1995 - Go West
- 2005 - Im siebten Himmel
- 2005 - Non Stop Schlagerparty
- 2008 - Wie nie
- 2009 - 1000-mal an dich gedacht
- 2010 - Tony 2010
- 2011 - Ich war noch nie dem Himmel so nah
- 2013 - Du bist der Wahnsinn
- 2018 - Senioren sind nur zu früh geboren

Singles
| - 1966: Aline - 1966: C’est la vie - 1968: Your lovin man - 1971: Schöne Maid - 1971: Komm gib mir deine Hand - 1971: Holla Hopsassa - 1971: Gulli Wattka - 1971: Wir sind eine fröhliche Bande - 1972: Ich fang’ für euch den Sonnenschein - 1972: Pretty Maid - 1972: In search of you - 1973: ...und in der Heimat - 1973: Junge, die Welt ist schön - 1974: Onkel Golle - 1974: Täterätätätätä - 1975: Wir trinken Brüderschaft mit der ganzen Stadt - 1975: Anna-Karina - 1975: Fahr mich in die Ferne - 1976: Der Star - 1976: Allein (…auf der großen Hazienda) - 1977: Auf der Heide blüht ein kleines Blümelein - 1977: Wir wollen doch mal wieder Stimmung machen - 1977: Wir sind die Tramps - 1977: Oh Miranda - 1977: The Requiem for Elvis - 1978: Bora Bora - 1978: Auf der Straße nach Süden - 1979: Wir zahlen keine Miete mehr - 1979: Ich will mit dir spielen - 1979: Ich klau dir eine Straßenbahn - 1979: Anatevka - 1980: Mach dir das Leben doch schön (Lied der ARD-Fernsehlotterie) | - 1980: Wir bleiben noch etwas hier - 1982: Jim und Andy - 1982: In unserm Städtchen - 1982: Heute hau’n wir auf die Pauke - 1983: Ach laß mich doch in deinem Wald der Oberförster sein - 1984: Das werden wir alles überleben - 1986: Tony, Tony noch einmal - 1987: Wir sind die Champions - 1989: Heute hau’n wir auf die schöne Maid (Black Forest Clinic Mix) - 1991: Resi bring Bier - 1992: Jetzt gehts los - 1994: No no Marleen - 1996: So leb dein Leben / My way - 1998: Hit-Mix - 1999: Hoppladiddi Hoppladadda - 2000: Die Hände zum Himmel - 2003: Olé, hier tanzt der Bär - 2008: Nach Regen blühen Blumen - 2009: 1000-mal an dich gedacht - 2009: Schöne Maid 2010 - 2013: Stella Maria - 2020: My Schoko-Kaffee - 2021: Der letzte Traum |

## Filmografia
- 1969 - Husch, husch ins Körbchen
- 1972 - Heute hau’ n wir auf die Pauke (TV-Film, Regie: Ralf Gregan)
- 1982 - Lieder vom Faß – Lieder zum Spaß (TV-Musikfilm)
- 1983 - Das kann ja heiter werden (Episódio 1)
- 2010 - Die Fallers (Episódio 1)

## Prêmios
- Smago! Award
- 2021 - für „Lebenswerk“[6]